# Веспазиану (Минас-Жерайс)
Веспазиану (порт. Vespasiano) — муниципалитет в Бразилии, входит в штат Минас-Жерайс. Составная часть мезорегиона Агломерация Белу-Оризонти. Входит в экономико-статистический микрорегион Белу-Оризонти. Население составляет 94 191 человек на 2007 год. Занимает площадь 70,108 км². Плотность населения — 1389,8 чел./км².
Праздник города — 27 декабря.

## История
Город основан 27 декабря 1948 года.

## Статистика
- Валовой внутренний продукт на 2003 год составляет 810 781 257,00 реалов (данные: Бразильский институт географии и статистики).
- Валовой внутренний продукт на душу населения на 2003 год составляет 9234,52 реалов (данные: Бразильский институт географии и статистики).
- Индекс развития человеческого потенциала на 2000 год составляет 0,747 (данные: Программа развития ООН).